# Eilema minor
Eilema minor är en fjärilsart som beskrevs av Okano 1954. Eilema minor ingår i släktet Eilema och familjen björnspinnare. Inga underarter finns listade i Catalogue of Life.